# Hisz
Hisz (arab. ‏حيش‎) – miasto w północno-zachodniej Syrii, w muhafazie Idlibu. W spisie z 2004 roku 8817 mieszkańców.

## Historia najnowsza
W czasie wojny w Syrii miejscowość była okupowana przez terrorystów i opustoszała. 31 stycznia 2020 syryjska armia odzyskała Hisz, gdzie następnie żołnierze odkryli podziemne kryjówki dżihadystów. We wrześniu 2021 roku do Hiszu powróciło osiemnaście rodzin mieszkańców, zapowiedziano powrót łącznie 146 rodzin.